# المپیک تابستانی ۱۹۰۸
المپیک تابستانی ۱۹۰۸ (در انگلیسی:Games of the IV Olympiad) که به‌طور رسمی با نام «بازی‌های المپیاد چهارم» شناخته می‌شود، از ۲۷ آوریل تا ۳۱ اکتبر ۱۹۰۸ میلادی در شهر لندن، در کشور انگلیس و با حضور ۲٬۰۰۸ ورزشکار زن و مرد از ۲۲ کشور جهان و در ۲۲ رشته ورزشی برگزار شد.

## انتخاب میزبان
کاندیداها:
1. رم-پادشاهی ایتالیا
2. میلان-پادشاهی ایتالیا
3. لندن-بریتانیا
4. برلین-پادشاهی آلمان

انتخاب اولیه: رم
انتخاب دوم: لندن
محل رای‌گیری: لندن-بریتانیا

## ورزش‌ها
- ورزش‌های آبی
  -  شیرجه (2)
  -  شنا (6)
  -  واترپلو (1)
- تیراندازی با کمان (3)
- دو و میدانی (26)
- بوکس (5)
- دوچرخه‌سواری (7)
- شمشیربازی (4)
- اسکیت نمایشی (4)
- فوتبال (1)
- ژیمناستیک (2)
- هاکی روی چمن (1)
- ژو دو پوم (1)
- لاکراس (1)
- چوگان (1)
- Rackets (2)
- روئینگ (4)
- راگبی (1)
- قایقرانی بادبانی (4)
- تیراندازی (15)
- تنیس (6)
- طناب‌کشی (1)
- ورزش‌های موتوری آبی (3)
- کشتی
  - آزاد (5)
  - فرنگی (4)

## کشورهای شرکت کننده
| - آرژانتین (۱) - استرالزی (۳۰) - اتریش (۷) - بلژیک (۸۸) - بوهم (۱۹) - کانادا (۸۷) - دانمارک (۸۱) - فنلاند (۶۷) - فرانسه (۳۶۳) - آلمان (۸۱) - بریتانیای کبیر (۶۷۶) (میزبان) - یونان (۲۰) - مجارستان (۶۳) - ایتالیا (۶۸) - هلند (۱۱۳) - نروژ (۶۹) - امپراتوری روسیه (۶) - آفریقای جنوبی (۱۴) - سوئد (۱۶۸) - سوئیس (۱) - ترکیه (۱) - ایالات متحده آمریکا (۱۱۲) |

## جدول مدال‌ها
*   کشور میزبان (بریتانیای کبیر)
| رتبه            | کشور                      | طلا | نقره | برنز | مجموع |
| --------------- | ------------------------- | --- | ---- | ---- | ----- |
| ۱               | بریتانیای کبیر (GBR)*     | ۵۶  | ۵۱   | ۳۹   | ۱۴۶   |
| ۲               | ایالات متحده آمریکا (USA) | ۲۳  | ۱۲   | ۱۲   | ۴۷    |
| ۳               | سوئد (SWE)                | ۸   | ۶    | ۱۱   | ۲۵    |
| ۴               | فرانسه (FRA)              | ۵   | ۵    | ۹    | ۱۹    |
| ۵               | آلمان (GER)               | ۳   | ۵    | ۵    | ۱۳    |
| ۶               | مجارستان (HUN)            | ۳   | ۴    | ۲    | ۹     |
| ۷               | کانادا (CAN)              | ۳   | ۳    | ۱۰   | ۱۶    |
| ۸               | نروژ (NOR)                | ۲   | ۳    | ۳    | ۸     |
| ۹               | ایتالیا (ITA)             | ۲   | ۲    | ۰    | ۴     |
| ۱۰              | بلژیک (BEL)               | ۱   | ۵    | ۲    | ۸     |
| مجموع (۱۰ کشور) | مجموع (۱۰ کشور)           | ۱۰۶ | ۹۶   | ۹۳   | ۲۹۵   |